# Bassi Pathana
Bassi Pathana é uma cidade  no distrito de Fatehgarh Sahib, no estado indiano de Punjab.

## Demografia
Segundo o censo de 2001, Bassi Pathana tinha uma população de 18,547 habitantes. Os indivíduos do sexo masculino constituem 52% da população e os do sexo feminino 48%. Bassi Pathana tem uma taxa de literacia de 77%, superior à média nacional de 59.5%; com 54% para o sexo masculino e 46% para o sexo feminino. 10% da população está abaixo dos 6 anos de idade.